# Markprofil
En markprofil återger ett vertikalsnitt längs en sträcka mellan två geografiska punkter och visar markytans höjdvariationer relativt havets nivå eller annan referenshöjd. I vissa fall överdriver man vid uppritandet höjdskalan starkt i förhållande till längdskalan för att tydliggöra variationerna mellan berg och dal. Markprofiler är viktiga instrument bland annat vid planering av vägbyggen och radiolänkförbindelser. När det är fråga om längre sträckor, till exempel vid radiolänkförbindelser som kan omfatta många mil, måste man ta hänsyn även till jordens storskaliga krökning.
I den mån topografiska kartor finns tillgängliga över den aktuella sträckan kan man omsätta höjdkurvorna till ett vertikalsnitt. Om aktuella kartor saknas kan man samla in erforderliga data genom uppmätning (avvägning, geodesi); ett mödosamt och tidskrävande arbete, men med mycket noggranna resultat. Det kan också göras med flygfotografering och bearbetning av stereobilder, fotogrammetri. Sådan kan utföras bara under dygnets ljusa timmar och någorlunda molnfritt väder. Skog ställer till problem vid flygfotografering, då bilderna i allmänhet visar översidan av vegetationen och inte själva markytan.
En annan metod för framställningar av markprofiler är radarhöjdmätning med registrerande instrument från flygplan, som flyger horisontellt längs en rät linje. Detta är en snabb metod, men mindre noggrann än fotogrammetri. En fördel med radarmätning är att man är mindre beroende av dagsljus och molnfri himmel, samt att radarvågorna i viss utsträckning genomtränger vegetation och ger ett någorlunda rättvisande eko från marken vid skogens rot.